# Parasycorax bidentis
Parasycorax bidentis är en tvåvingeart som beskrevs av Dos Santos 2009. Parasycorax bidentis ingår i släktet Parasycorax och familjen fjärilsmyggor. Inga underarter finns listade i Catalogue of Life.